# Ісесакі

36°19′ пн. ш. 139°12′ сх. д. / 36.317° пн. ш. 139.200° сх. д.
Ісеса́кі (яп. 伊勢崎市, いせさきし, МФА: [isesaki ɕi̥]) — місто в Японії, в префектурі Ґумма.

## Короткі відомості
Розташоване в південно-східній частині префектури. Входить до списку особливих міст Японії. Виникло на основі середньовічного призамкового містечка самурайського роду Сакаї. Отримало статус міста 13 вересня 1940 року. Основою економіки є важка, хімічна та текстильна промисловість. Традиційне ремесло — виготовлення особливого шовку, ісесацького мейсену, популярного в Східній Японії в 18 — 20 століттях. Станом на 1 жовтня 2007 площа міста становила 139,33 км². Станом на 1 серпня 2008 населення міста становило 204 889 осіб.